# Polevskoj
Polevskoj è una città della Russia dell'Oblast' di Sverdlovsk, situata sul fiume Polevaja (affluente della Čusovaja), 57 km a sudovest del capoluogo Ekaterinburg; dal punto di vista amministrativo, dipende direttamente dalla oblast'.

## Società

### Evoluzione demografica
Fonte: mojgorod.ru
- 1926: 11.000
- 1939: 25.000
- 1959: 47.100
- 1979: 64.100
- 1989: 70.600
- 2007: 65.700